# Fiat 16

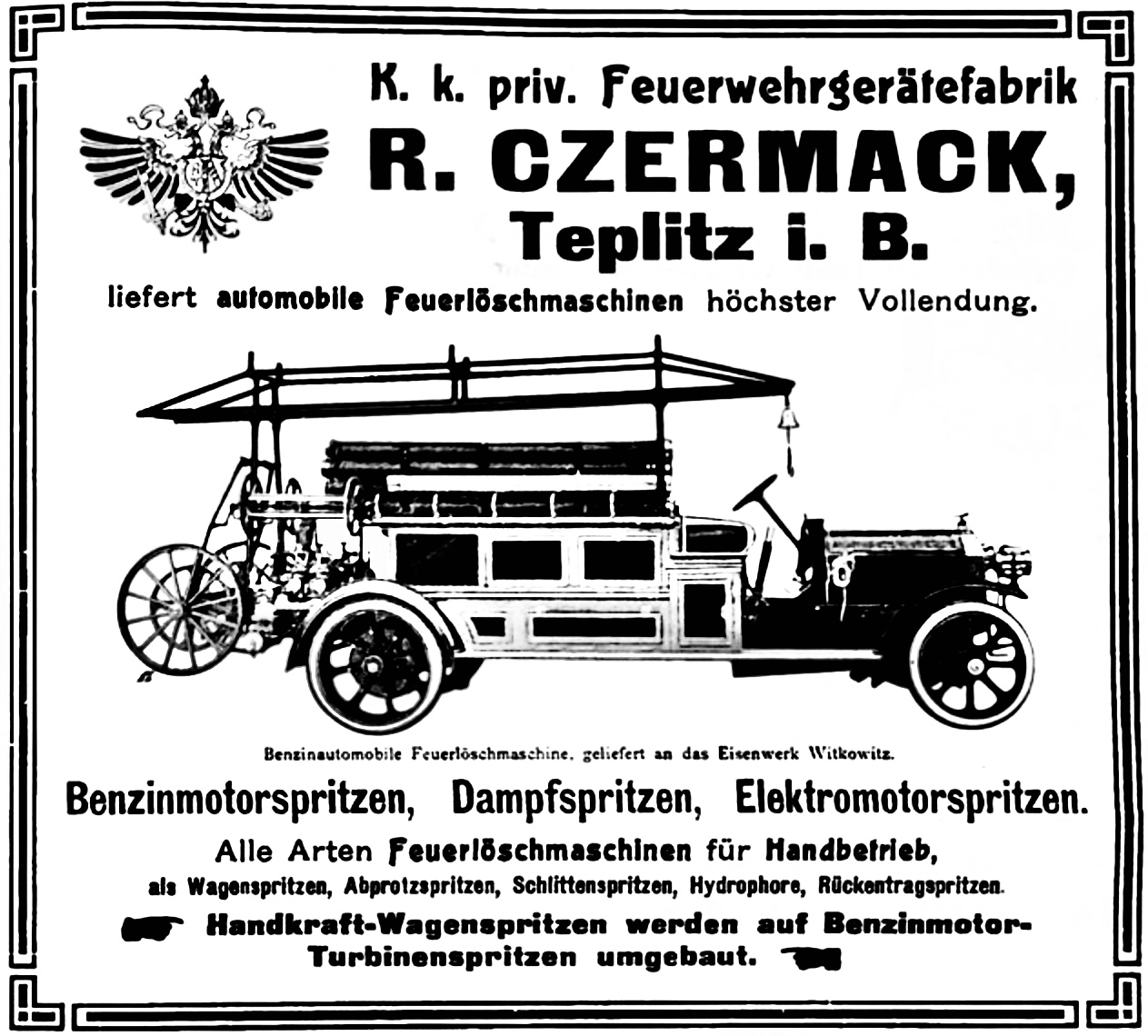
Fiat 16 Structure des pompiers R.Czermack (1911).

Le Fiat Tipo 16 est un camion lourd lancé en 1911 par le constructeur italien Fiat V.I..
En 1910, Fiat étudie un camion multi-usages destiné au transport lourd de marchandises. Le camion en pointe à l'époque, le Fiat 15 ne peut répondre à ces caractéristiques. Ce nouveau modèle, qui ne sera produit qu'en faible quantité est remarquable par sa capacité de chargement. En effet, alors qu'aucun exemplaire n'existe de nos jours, toutes les archives et articles de l'époque font état d'un poids à vide de 3,9 tonnes et d'une charge utile de 7,0 tonnes, soit quasiment deux fois son poids propre, chose qui n'a jamais été égalées depuis. Le 14 décembre 1911, un camion de pompiers construit sur un châssis de Fiat 16 est livré à l’usine sidérurgique de Witkowitz en République tchèque. La construction des pompiers a été réalisée par l’usine d’équipement des pompiers R. Czermack de Teplitz .
Le Fiat 16 reprend le schéma du premier camion Fiat, le 24 HP, avec son poste de conduite de type avancé, à l'avant des roues avant.

## Caractéristiques techniques
| Modèle                  | Type                                           | Années de production | Type moteur            | Cylindrée          | Puissance            | PTC                        |
| ----------------------- | ---------------------------------------------- | -------------------- | ---------------------- | ------------------ | -------------------- | -------------------------- |
| Fiat 24HP               | Châssis                                        | 1903 - 1905          | Fiat Bibloc 24 HP      | 6 371 cm3 essence  | 24 ch à 800 tr/min   | 4,0 t                      |
| Fiat 15                 | Châssis, Autobus                               | 1911 - 1912          | Fiat Brevetti 15/20 HP | 3 053 cm3 essence  | 20 ch à 1 400 tr/min | 2,5 t                      |
| Fiat 15 bis             | Camion, Châssis, Autobus, Ambulance            | 1912 - 1913          | Fiat 15/20 HP          | 3 053 cm3 essence  | 20 ch à 1 400 tr/min | 3,1 t                      |
| Fiat 15 Ter             | Camion, Châssis, Autobus, Ambulance            | 1913 - 1922          | Fiat 53A               | 4 398 cm3 essence  | 40 ch à 1 400 tr/min | 3,95 t                     |
| Fiat 15 Ter - Militaire | Camion, Châssis, Autobus, Ambulance            | 1913 - 1922          | Fiat 53A               | 4 398 cm3 essence  | 36 ch à 1 600 tr/min | 3,75 t                     |
| AMO-ZIL F-15            | Fabrication en Russie sous licence Fiat 15 Ter | 1924 - 1931          | Fiat 53A               | 4 398 cm3 essence  | 40 ch à 1 400 tr/min | 4,0 t                      |
| Fiat Bertone 15 Ter     | Autobus                                        | 1921 - 1922          | Fiat 53A               | 4 398 cm3 essence  | 40 ch à 1 800 tr/min | 3,95 t                     |
| Fiat 16                 | Châssis                                        | 1911 - 1912          | Fiat 15/20 HP          | 6 842 cm3 essence  | 45 ch à 1 000 tr/min | 10,95 t                    |
| Fiat 20 B               | Camion, châssis                                | 1915 - 1920          | Fiat 67                | 10 618 cm3 essence | 65 ch à 1 200 tr/min | 12,00 t + remorque 25,00 t |
| Fiat 30                 | Châssis tracteur d'artillerie                  | 1915 - 1918          | Fiat 67                | 10 618 cm3 essence | 65 ch à 1 200 tr/min | 111,00 t                   |